# Nemanja Pejčinović
Nemanja Pejčinović (n. 4 noiembrie 1987, Kragujevac, Iugoslavia) este un fotbalist aflat sub contract cu Lokomotiv Moscova.